# المجموعة الفردانية E-P177
المجموعة الفردانية E-P177 هي مجموعة هابلوغروب DNA لكروموسوم Y البشري.
يحتوي E-P177 على فئتين فرعيتين معروفتين، وهما المجموعة الفردانية E-P2 والمجموعة الفردانية E-P75.

## الفئات الفرعية

### E-P2
المجموعة الفردانية E-P2 هي فئة فرعية من المجموعة الفردانية E-P177.

### E-P75
المجموعة الفردانية E-P75 [الإنجليزية] هي فئة فرعية من المجموعة الفردانية E-P177.

## علم الوراثة

### التاريخ التطوري
قبل عام 2002، كان هناك في الأدبيات الأكاديمية ما لا يقل عن سبعة أنظمة تسمية لشجرة النشوء والتطور للكروموسوم Y.وقد أدى هذا إلى ارتباك كبير.
في عام 2002، اجتمعت المجموعات البحثية الرئيسية معًا وشكلت اتحاد كروموسوم Y (YCC).
لقد نشروا ورقة مشتركة أنشأت شجرة واحدة جديدة اتفق الجميع على استخدامها.
وفي وقت لاحق، شكلت مجموعة من العلماء المواطنين المهتمين بعلم الوراثة السكانية وعلم الأنساب الجيني مجموعة عمل لإنشاء شجرة هواة تهدف قبل كل شيء إلى أن تكون في الوقت المناسب

### الأشجار التطورية
هناك العديد من أشجار النشأة والتطور المؤكدة والمقترحة المتوفرة للمجموعة الفردانية E-P177.
المقبول علميًا هو اتحاد كروموسوم Y (YCC) الذي تم نشره في Karafet et al. (2008)
وتم تحديثه لاحقًا.
تم تقديم مسودة شجرة توضح العلوم الناشئة بواسطة توماس كران في مركز أبحاث الجينوم في هيوستن، تكساس. توفر الجمعية الدولية لعلم الأنساب الجيني (ISOGG) أيضًا شجرة للهواة.

#### مشروع شجرة مركز أبحاث الجينوم
هذا هو توماس كران في مشروع شجرة المسودة بمركز أبحاث الجينوم، الشجرة المقترحة للمجموعة الفردانية E-P177.
يتم عرض المستويات الثلاثة الأولى من الفئات الفرعية.
- E-P177 P177
  - E1b1 P2، P179، P180، P181، DYS391p
    - E-V38 L222.1، V38، V100
    - E-M215 M215/Page40
    - E-M329 M329

  - E-P75 P75

#### شجرة ISOGG لعام 2012
تتوفر الفئات الفرعية من Haplogroup E-P177 بطفراتها المحددة، وفقًا لشجرة ISOGG لعام 2012 أدناه.
يتم عرض المستويات الثلاثة الأولى من الفئات الفرعية.
- E-P177 P177
  - E1b1 P2، P179، P180، P181، DYS391p
    - E-V38 L222.1، V38، V100
    - E-M215 M215/Page40

  - E-P75 P75